# Kunstwerke im Reichstagsgebäude
Als Kunstwerke im Reichstagsgebäude werden die Grafiken, Gemälde und Objekte von 29 Künstlern bezeichnet, die der Deutsche Bundestag 1999 erworben hat und die im und außerhalb des Reichstags und in den Nebengebäuden gezeigt werden.

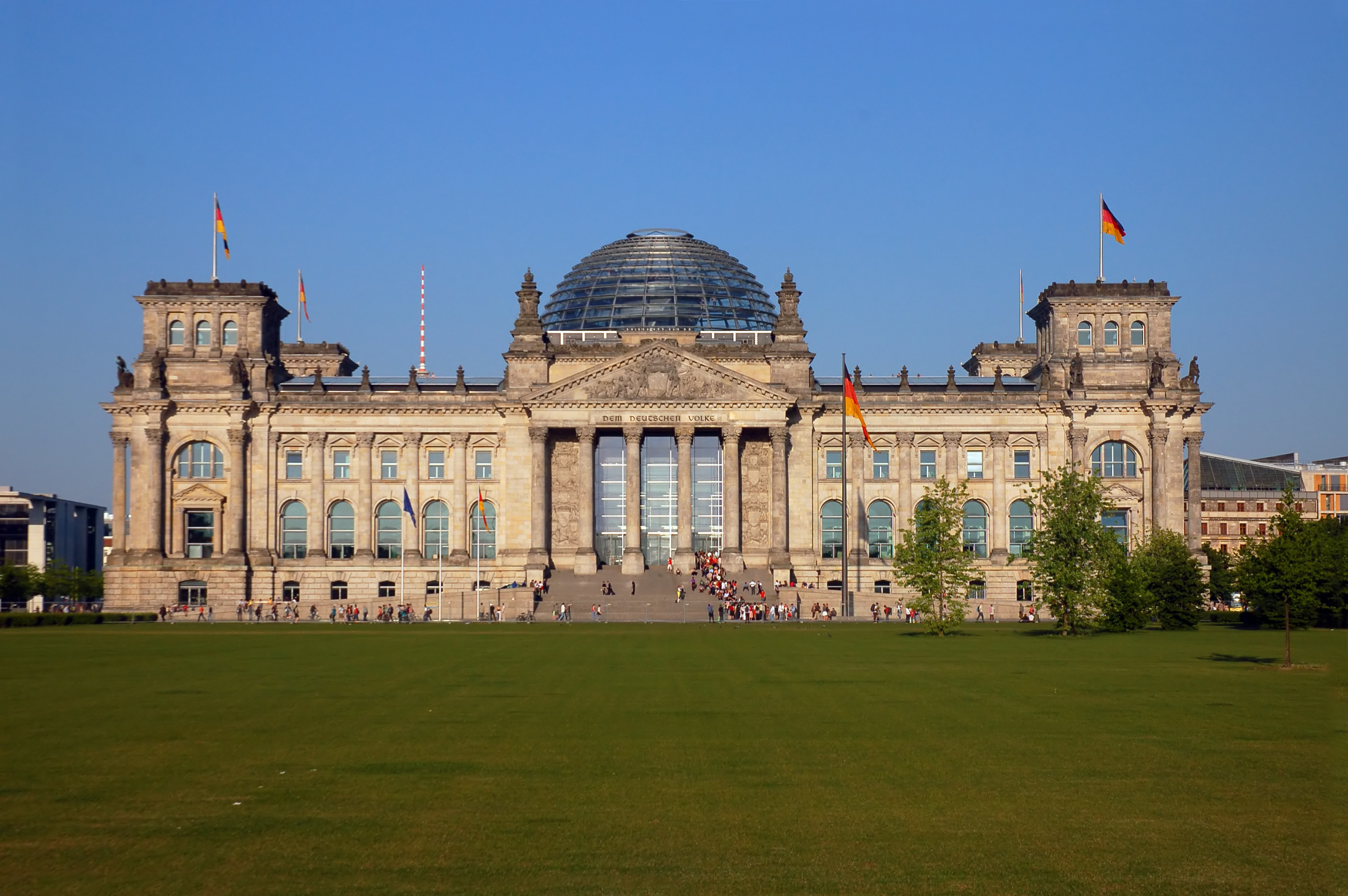

## Allgemeines
Bei der Entwicklung des Kunstkonzeptes für das heutige Reichstagsgebäude berieten Götz Adriani und Karin Stempel den Kunstbeirat des Deutschen Bundestages beim Ankauf und Konzept der ständigen Ausstellung im Gebäude. Zusammen mit einer Reihe von Ankäufen und Leihgaben entstand so im Reichstag eine bedeutende Sammlung zeitgenössischer Kunst. Der Ankauf hatte einen Gesamtwert von acht Millionen Euro, dies entsprach der rechtlich vorgegebenen Quote für Kunstprojekte bei öffentlichen Gebäuden (siehe Kunst am Bau). Die Anschaffungspreise der einzelnen Kunstwerke wurden nicht veröffentlicht.

### Gerhard Altenbourg
Gerhard Altenbourg heißt eigentlich Gerhard Ströch. Er sah sich in der Tradition der analytischen Zeichenkunst des Paul Klee. Sein Werk trägt den Namen Große Landschaft und ist aus dem Jahre 1953. Das Kunstwerk ist mit chinesischer Tusche als Aquarell auf Papier ausgeführt.

### Georg Baselitz
In der südlichen Eingangshalle sind große Leinwände von Georg Baselitz angebracht, Gemälde mit Motiven nach Caspar David Friedrich. Diese Motive hat Baselitz, wie bei ihm seit Ende der 1960er Jahre üblich, auf den Kopf gestellt, um die Bedeutung der formalen Elemente zu verstärken.

### Joseph Beuys
1976 kandidierte Joseph Beuys für den Deutschen Bundestag. Tisch mit Aggregat, 1958/85 heißt seine Installation aus Bronze und Kupfer. Es handelt sich um das Exemplar 1/4 und ist eine Leihgabe. Das Kunstwerk ist vor dem Plenarsaal des Bundestages lokalisiert.

### Christian Boltanski
Archiv der Deutschen Abgeordneten heißt das Kunstwerk von Christian Boltanski im Untergeschoss des Osteingangs. Kästen aus Metall sind mit den Namen aller Abgeordneten von 1919 bis 1999 beschriftet. Sie versinnbildlichen die demokratische Tradition Deutschlands. Die Namen der Abgeordneten, die von den Nazis ermordet wurden, sind mit einem schwarzen Band hervorgehoben.

### Grisha Bruskin
Der russische Künstler Grisha Bruskin hat im Clubraum ein monumentales Triptychon in Öl auf Leinwand mit dem Titel Leben über alles geschaffen. Es spielt auf die erste Strophe des Deutschlandliedes an. 115 ikonenähnliche Einzelbilder, auf denen jeweils eine Person abgebildet ist, reihen sich aneinander. Dargestellt werden z. B. Die Kolchosbäuerin, Der Soldat oder Der Astronaut.

### Christo
Im vierten Obergeschoss im Dachgartenrestaurant ist ein Entwurf zu Christos Projekt Wrapped Reichstag von 1986 ausgestellt.

### Carlfriedrich Claus
In der DDR in der inneren Emigration leben hat er vor der Abgeordnetenlobby auf der Höhe der Besucherebene einen Aurora Raum installiert. Die Arbeit von Carlfriedrich Claus ist von der Kabbala und der marxistischen Philosophie geprägt. Auf freihängenden Sprachtafeln ausgeführt als Fotofilm auf Acryl hat er handschriftlich Thesen und Antithesen notiert. Der Aurora Raum soll die Morgendämmerung der Utopie verkünden. Claus war ein überzeugter Kommunist.

### Lutz Dammbeck
Im dritten Obergeschoss auf der Ebene der Fraktionen und Presse ist die vielteilige Arbeit Lutz Dammbecks aus ((Collage))n und Überzeichnungen zu sehen.

### Hanne Darboven
Darboven nennt ihr Werk 12 Monate, Europa Arbeit, 1998. Es ist ein Collage auf Pergament und befindet sich in der Lobby- und Pressesaal der CDU/CSU-Fraktion im dritten Obergeschoss. Auf 384 Einzelblättern will sie an das Jahr 1997, das „Europäische Jahr gegen Fremdenhass und Rassismus“ erinnern.

### Otto Freundlich
Freundlich nennt sein Werk Sculpture Architecturale. Die Bronzeskulptur aus den Jahren 1934/1935, Exemplar 3/6, ist eine Leihgabe des Künstlers.

### Rupprecht Geiger
Die Aufgabe für Rupprecht Geiger war es, in einem Protokollraum, der mit Paneelen in dominantem Blau ausgestattet ist, ein Kunstwerk zu platzieren. Geigers Werk trägt den Titel Rot 2000, 875/99. Es ist aus dem Jahre 1999 und in Acryl auf Leinwand.

### Hermann Glöckner
Hermann Glöckner ist mit einer Vitrine vor dem Plenarsaal vertreten. Es handelt sich hier um ein Werk der Konkreten Kunst.

### Gotthard Graubner
Im Protokoll- und Sitzungsraum des zweiten Obergeschosses hängt Gotthard Graubners Farbraumkörper mit dem Titel …die rosenfarbige Eos erwacht… Das Werk ist aus den Jahren 1998/1999 und in Mischtechnik auf Leinwand ausgeführt.

### Hans Haacke
Die Installation Der Bevölkerung von Hans Haacke befindet sich im nördlichen Innenhof. 100 verschiedene Pflanzen und 20 Tierarten leben inzwischen dort. Besucher oder Abgeordnete füllen die Installation nach und nach mit Erde aus ihren heimatlichen Wahlkreisen. Die Installation war am Anfang umstritten.

### Bernhard Heisig
In der Cafeteria hat Bernhard Heisig, ein Vertreter der Leipziger Schule, sein Ölgemälde platziert. Es trägt den Titel Zeit und Leben und stammt aus den Jahren 1998/1999. Sein Bild ist wie eine Abfolge aus Filmausschnitten mit Szenen aus der deutschen Geschichte. Am linken Bildrand eröffnen die schwarz-rot-goldenen Farben der Revolution von 1848 das Geschehen.

### Jenny Holzer
Jenny Holzer ist mit einer Installation für das Reichstagsgebäude aus dem Jahre 1999 vertreten. Es handelt sich um vier Stahlstelen mit elektronisch gesteuerter Schriftabfolge. Die Stelen befinden sich am Nordeingang des Reichstags. 447 Reden werden auf den Stelen 20 Tage lang ununterbrochen wiederholt. Jeweils vier Reden laufen auf den vier Seiten der Pfeiler ab.

### Anselm Kiefer
Anselm Kiefer ist im Empfangsraum des Reichstagsgebäudes mit einem Monumentalgemälde vertreten. Es hat die Bedingtheit des Menschen zum Thema. Der Titel des Bildes Nur mit Wind mit Zeit und mit Klang stammt aus dem Gedicht Exil von Ingeborg Bachmann. Ein hoch aufragendes Zikkurat oder eine Pyramide, die zum Ende hin wieder zerfällt, erinnert an ähnliche Türme aus dem Zweistromland. Die Gedichtzeile ist am oberen Rand des Gemäldes in die Malschicht hineingeschrieben.

### Jens Liebchen
Jens Liebchen fertigte 29 Künstlerporträts der Künstler vor ihren Werken im Reichstagsgebäude an. Die Porträts werden in Wechselausstellungen im Restaurant gezeigt.

### Markus Lüpertz
Stirnwand des Abgeordnetenrestaurant ist Markus Lüpertz mit seinem Werk 1840 aus dem Jahre 1999 vertreten. Das Ölgemälde spielt auf die Rheinreise William Turners im Jahre 1840 an. Das Jahr 1840 war ein Entscheidungsjahr für Deutschland: In der sogenannten Rheinkrise, einer diplomatischen Krise zwischen dem Königreich Frankreich und dem Deutschen Bund, lag die Verantwortung für die Verteidigung Deutschlands am Rhein bei Preußen.

### Wolfgang Mattheuer
Wolfgang Mattheuer ist mit zwei Kunstwerken Panik II (I.) und Der Eine und die Anderen, Reflexionen zum Herbst 1980, beide in Öl auf Holz, im Reichstag vertreten. Er war einer der führenden Vertreter der Leipziger Schule in der DDR. Neue Sachlichkeit und surreale Motive umschreiben seinen Stil.

### Georg Karl Pfahler
Im Sitzungssaal des Ältestenrates, einem Gremium des Bundestages, befindet sich das Farb-Raum-Objekt, ein 1998/1999 entstandenes Tafelbild in Acryl von Georg Karl Pfahler. Auch Pfahler musste sich gegen die den Raum dominierenden blaue Holzpaneele durchsetzen.

### Sigmar Polke
Sigmar Polke ließ fünf Leuchtkästen mit spielerischen Bildcollagen aus Politik und Geschichte anbringen. Adenauer ermahnt auf einem Bild die Fotoreporter, Kräftemessen, Hammelsprung, Eulenspiegeleien und Germania sind die Themen der einzelnen Bilder.

### Gerhard Richter
Sigmar Polke und Gerhard Richter sahen sich in der westlichen Eingangshalle vor der Aufgabe, ihre Arbeiten auf 30 m hohen Wänden zu platzieren. Richter entwickelte mit Schwarz, Rot, Gold, hintermalten Glastafeln von insgesamt 21 m Höhe in den Farben Schwarz, Rot und Gelb, eine mehrdeutige Variation zu den deutschen Landesfarben.
2017 mussten Polkes Arbeiten wegen Restaurierungsmaßnahmen entfernt werden und wurden durch den Zyklus Birkenau von Gerhard Richter ersetzt.

### Ulrich Rückriem
Im südlichen Innenhof hat Ulrich Rückriem zwei Bodenskulpturen geschaffen. Den bearbeiteten Steinen des Innenhofs setzt er seine unbearbeiteten Granitplatten entgegen.

### Emil Schumacher
Es war eines der letzten Werk Emil Schumachers vor seinem Tod 1999. Der expressionistischen Künstler betitelte es mit Stationen und Zeiten, I–IV. Es ist in Öl und Acryl auf Aluminium ausgeführt und befindet sich im zweiten Obergeschoss des Reichstagsgebäudes im Besprechungsraum.

### Katharina Sieverding
Die Beuys-Schülerin Katharina Sieverding hat das fünfteilige Fotogemälde mit einem Hintergrundmotiv einer leuchtenden Sonnenkorona ausgestattet. Es verweist auf die geläuterte Demokratie der Deutschen oder das vereinte Deutschland, das 1990 wieder entstand.

### Walter Stöhrer
Walter Stöhrer ist ein Schüler von HAP Grieshaber. Sein Bild ohne Titel stammt aus dem Jahre 1995. Es handelt sich um eine Kaltnadel-Mischtechnik auf Papier. Seine Werke sind ein Bekenntnis zur figurativen Kunst.

### Strawalde
Jürgen Böttcher nennt sich Strahwalde nach einem Ort seiner Kindheit und Jugend in der Oberlausitz. Sein Lehrer ist A. R. Penck. Die drei Collage in den Verfügungsräumen des Bundeskanzlers im Reichstagsgebäude nennen sich Wendekreis, Meden und 29.10.1991.

### Günther Uecker

Andachtsraum

Uecker hat einen Sakralraum innerhalb des Reichstags geschaffen. Der sogenannte Andachtsraum liegt im südöstlichen ersten Obergeschoss des Reichstagsgebäudes zwischen Treppenhaus, Aufzügen und Toilette. Im Vorraum befinden sich in einer beleuchteten Vitrine Ritualgegenstände verschiedener Religionen. Eine nach Osten gerichtete Seitenwand weist Anhängern der drei monotheistischen Weltreligionen Judentum, Christentum und Islam den Weg in Richtung Jerusalem und Mekka. In Richtung der Stirnseite des Raumes findet sich ein sandgestrahlter Altar aus Granit. Eigens konzipierte Bänke und Stühle vervollständigen den Raum.